# Ільмень (тип озера)

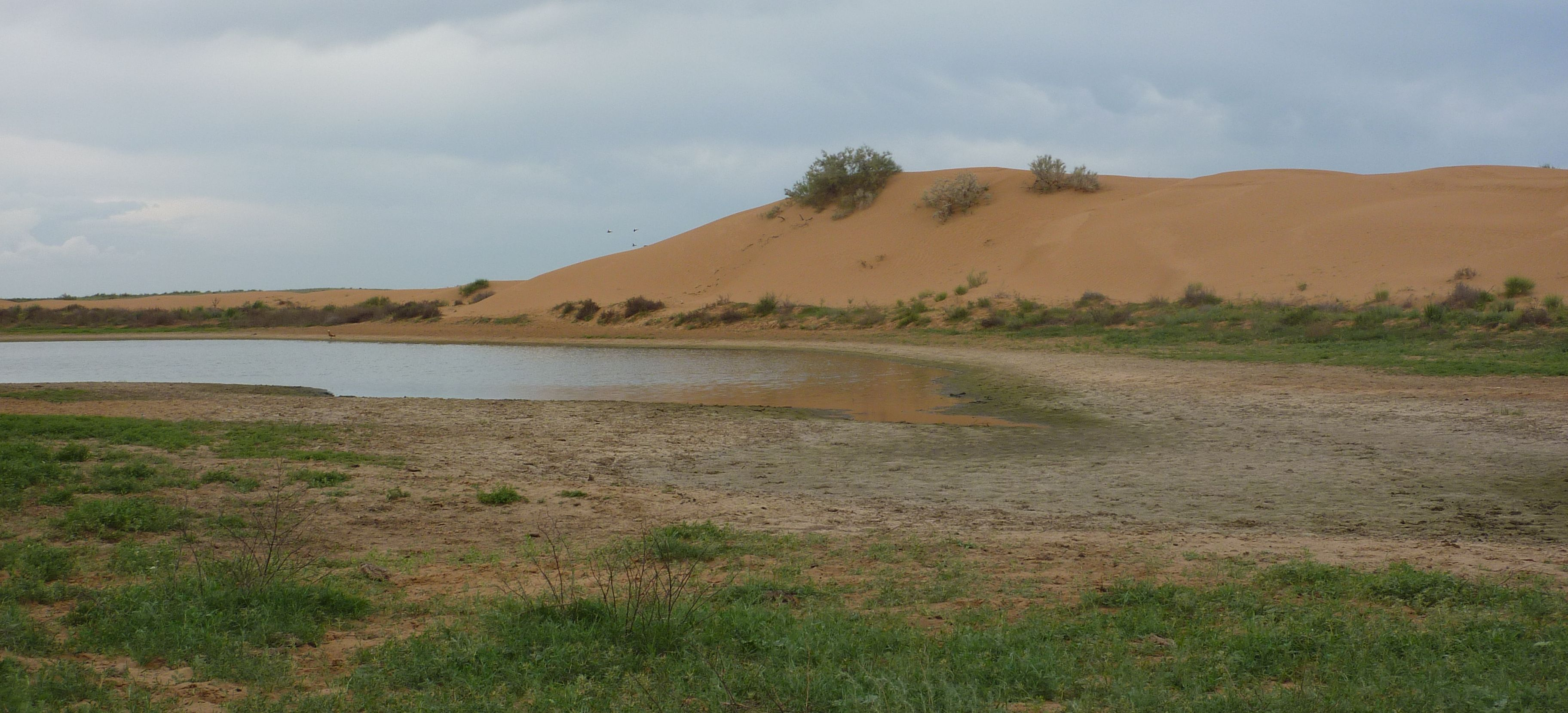
Ільмень біля підніжжя бугра Бера

Ільме́нь (рос. ильмень) — тип озер, характерний для південної степової зони Росії. Найбільш поширеними ільмені є на території Астраханської області у дельті річки Волга у межах Прикаспійської низовини. Виділяються степові та дельтові ільмені. Перші утворюються як залишкові у посушливих районах, другі — при відокремленні дрібних заток (култуків) косами.
Розміри ільменів коливаються від кількасот метрів до кількох кілометрів у довжину та переважно у кількасот метрів у ширину. Глибина в середньому становить 1-1,5 м. Улоговина ільменя утворена з ільменно-болотних або ільменно-лучних ґрунтів.
Прикаспійська низовина являє собою улоговину, утворення якої науковці відносять до третинного періоду. Рівень улоговини, у якому знаходиться Каспійське море-озеро, багаторазово змінювався. У результаті останньої трансгресії, яка проходила приблизно 10 тисяч років тому, на заході дельти Волги у низьких та вузьких улоговинах між буграми Бера утворились ільмені. Їхньою характерною особливістю є чітка орієнтація зі сходу на захід, в бік степів Калмикії. В період весняних паводків до ільменів заходить волзька вода, а восени, навпаки, через нестачу опадів та інтенсивного випаровування відбувається зменшення площі водного дзеркала, а ільмені невеликих розмірів взагалі можуть пересихати. Через потепління, за останні 40 років загальна площа озер зменшилась на 28 %.
Російський науковець І. І. Плюснін, після дослідження дельти Волги 1938 року, виділив декілька типів ільменів:
- висохлі ільмені або мокрі солончаки;
- висихаючі ільмені, які віддалені від Волги та затоплюються під час паводків;
- ільмені, які затоплюються лише при значних паводках;
- ланцюги ільменів, розділені між собою перемичками, і які мають недостатнє водопостачання;
- початкові ільмені або морські затоки.

Щодо солоності води, то чим ближче до Волги, тим вода в ільменях прісніша, а чим далі на захід, то вона стає солоною або ж ільмені взагалі від нестачі води перетворюються на солончаки. На сьогодні ільмені знаходяться під охороною, у зоні найбільшої концентрації створено Західний Ільменно-Бугровий район як водно-болотне угіддя, що охороняється Рамсарською конвенцією. Тут же 1995 року створено Ільменно-бугровий заказник з метою збереження та відновлення унікальних природних комплексів.
Ільмені використовуються птахами для гніздування — лебеді, чаплі та інші водоплавні. У воді мешкає риба, особливо поширений короп та астраханська вобла.